# Ougeotte
Ougeotte – rzeka we Francji, przepływająca przez teren departamentu Górna Saona, o długości 27,3 km. Stanowi dopływ rzeki Saona.